# تشارلز أسا فرنسيس
تشارلز أسا فرنسيس (بالإنجليزية: Charles Asa Francis)‏ هو عمدة أمريكي، ولد في 28 أكتوبر 1855 في Adelphia, New Jersey ‏ في الولايات المتحدة، وتوفي في 1934 في لونغ برانش في الولايات المتحدة.